# Dobre (Cuiavia-Pomerania)
Dobre è un comune rurale polacco del distretto di Radziejów, nel voivodato della Cuiavia-Pomerania.
Ricopre una superficie di 70,77 km² e nel 2004 contava 5 511 abitanti.